# エリディカン
エリディカン (エルディカン、Eldikan、ロシア語:Эльдикан)とは、ロシアのサハ共和国南部ウスチ＝マヤ地区にある町である。

## 概要
アルダン川の右岸にある河港で、アルダン川上流のウスチ＝マヤからは64km北東。位置は北緯60度48分00秒 東経135度10分59秒 / 北緯60.80000度 東経135.18306度。
人口は1,114人（2017年）2,199人（2002年）、2,963人（1989年）。1941年に港が設置され、1948年に町に昇格した。